# Bdelloidea (ácaros)
Se procura a classe de vermes do filo Rotifera, veja Bdelloidea.
Bdelloidea é uma superfamília de ácaros que contém duas famílias Bdellidae e Cunaxidae.